# Alice et les Cerveaux en péril
Alice et les Cerveaux en péril  (titre original : The Search for Cindy Austin, littéralement : À la recherche de Cindy Austin) est le quatre-vingt-huitième roman de la série américaine Alice (Nancy Drew en VO) écrit par Caroline Quine, nom de plume collectif de plusieurs auteurs.
Aux États-Unis, le roman a été publié pour la première fois en 1989 par Simon & Schuster, New York. En France, il a paru pour la première fois en 1993 chez Hachette dans la collection « Bibliothèque verte » sous le no 480.  

## Résumé
Remarque : le résumé est basé sur l'édition cartonnée parue en 1993 en langue française.
Alice est invitée à dîner chez les Austin, un couple de scientifiques qui travaille pour le gouvernement. Leur petite fille, Cindy, est une surdouée. Trois gardes du corps sont affectés à la protection de la famille. 
Pourtant, à la fin de la soirée, on s'aperçoit que Cindy a été enlevée. Bientôt arrive une demande de rançon. 
Les Austin confient alors à Alice qu’ils travaillent sur un projet top secret de très haute importance...

## Personnages

### Personnages récurrents
- Alice Roy, dix-huit ans, blonde, fille de l'avoué James Roy, orpheline de mère.
- James Roy, avocat [2] de renom, père d'Alice Roy, veuf.
- Bess Taylor, jeune fille blonde et rondelette, une des meilleures amies d'Alice.
- Marion Webb, jeune fille brune et sportive, cousine germaine de Bess Taylor et une des meilleures amies d'Alice.
- Ned Nickerson, jeune homme brun et athlétique, ami et chevalier servant d'Alice, étudiant à l'université d'Emerson.

### Personnages spécifiques à ce roman
- Barbara et Terence Austin, couple de scientifiques.
- Cindy Austin, fille de Barbara et Terence Austin, enfant surdouée.
- Katherine Connelly, avocate qui travaille dans le cabinet de James Roy.
- Julianne Connelly, fille de Katherine Connelly, onze ans, cousine de Cindy.
- John Wiggins, garde du corps des Austin.
- Ray Katz, garde du corps des Austin.
- Tyler Scott, garde du corps des Austin.

## Éditions françaises
- 1993 : Hachette, collection Bibliothèque verte no , souple (français, version originale). Illustré par Philippe Daure.
- 2000 : Hachette, collection Bibliothèque verte[3], souple (français, version originale). Illustré par Philippe Daure. Traduction de Barbara Nasaroff. 15 chapitres. 219 p.